# Szon Hungmin
Szon Hungmin (hangul: 손흥민, handzsa: 孫興慜, RR: Son Heung-min; Cshuncshon (Chuncheon), 1992. július 8. –) dél-koreai labdarúgó, jelenleg a Los Angeles FC és a dél-koreai válogatott játékosa.

## Pályafutása

### Ifjúsági csapatok
Szon (Son), aki akkor az Tongbuk (Dongbuk) Középiskolában játszott, a dél-koreai futballszövetség és a Hamburger SV együttműködésének köszönhetően 2008-ban, 16 évesen Németországba került. Szon a tanulás mellett végigjárta a Hamburg korosztályos csapatait, majd 2010. március 24-én debütált a második számú csapatban. Áprilisban, a Hertha II ellen megszerezte első gólját a Regionalligában: az ő találata döntött.

### Hamburger SV
Meggyőző teljesítménye megnyitotta számára az utat az első csapathoz. A Bundesligában 2010. október 30-án debütált, a Köln ellen kezdőként lépett pályára és gólt is szerzett. Három fordulóval később a Hannover kapujába már kétszer talált be, a sors iróniája, hogy a Hamburg mindkét meccsen pont nélkül maradt. Első Bundesliga idényében Szon 13 mérkőzésen lépett pályára és három gólt szerzett bal szélső támadóként játszva. A következő idényben szinte az összes meccsen pályára lépett, igaz a tavaszi szezonban rendre csereként állt be. A 2012–13-as idény hozta meg számára az áttörést: 12 góllal (Rudnevs-szel megosztva) a csapat gólkirálya lett és 9. a Bundesliga gólvágói között. Három mérkőzésen is duplázni tudott, ebből kétszer nem kisebb ellenfél, mint a címvédő Dortmund ellen. A Hamburg Szon remek szereplése ellenére is nagyon kiegyensúlyozatlan idényt teljesített, év végi 7. helyükkel lemaradtak az európai kupás helyekről.

### Bayer Leverkusen
2013 nyarán egy másik patinás német klub, a Bayer Leverkusen igazolta le 10 millió euróért cserébe - nem titkoltan a Chelsea-be szerződő Schürrle pótlására. Új csapatában 2013. augusztus 3-án, egy Lippstadt elleni kupamérkőzésen mutatkozott be és rögtön gólt is szerzett. Egy héttel később első "gyógyszergyári" Bundesliga-mérkőzésén is betalált. Ettől kezdve a Bayer 04 alapemberének számított. Szeptemberben lejátszotta első Bajnokok ligája mérkőzését. A Manchester United elleni 4–2-re elvesztett csoportmeccsen gólpasszt adott Simon Rolfesnek. A Leverkusen mind a nyolc BL-mérkőzésén szerephez jutott. 2013 novemberében mesterhármast szerzett korábbi csapata, a Hamburg ellen, majd két fordulóval később duplázott a Nürnberg ellen. Az utolsó fordulóban, fejjel szerzett találatának köszönhetően a Leverkusen meg tudta tartani a BL-selejtezőt érő 4. helyezését. A szezont végül 10 góllal zárta. A következő idényben is rendre a kezdőcsapatban, bal szélsőként kapott szerepet. Duplázni tudott a Stuttgart és Paderborn ellen, emellett a szezon legjobb mérkőzésének választott őrült, 4–5-tel végződő Wolfsburg elleni meccsen mesterhármast szerzett. A Bajnokok ligájában is remekelt, a Zenit ellen duplázni tudott.

### Tottenham Hotspur
A hatalmas formában futballozó Szon iránt több nagy csapat is komoly érdeklődést mutatott, végül 2015 nyarán az angol élvonalban szereplő Tottenham Hotspur igazolta le 30 millió euró ellenében. Első idényében a tabella harmadik helyén végző londoni csapatban nem sikerült stabilan a kezdőcsapatba kerülnie, általában csereként számítottak rá. 2020. szeptember 20-án a Southampton ellen 5–2-re megnyert bajnoki mérkőzésen négy gólt szerzett.

### A válogatottban
Szon részt vett a 2008-as U16-os Ázsia-kupán, ahol a döntőben Iránnal szemben alulmaradó dél-koreai csapatban 4 gólt is szerzett. Egy évvel később részt vett a 2009-es U17-es VB-n, ahol 3 találattal zárt. (A csapat a negyeddöntőig jutott.)

Tagja volt a 2011-es Ázsia-kupán bronzérmet szerző dél-koreai felnőtt válogatottnak, a tornán egy gólt szerzett: India hálójába talált be az utolsó előtti csoportmeccsen.

2013 nyarán a válogatottal kijutott a 2014-es világbajnokságra, később az utazó keretnek is tagja lett. A csoportkörben búcsúzó dél-koreai csapat mindhárom mérkőzésén játszott, Algéria ellen gólt is szerzett.

A 2015-ös Ázsia-kupán egészen a döntőig menetelt azzal a dél-koreai csapattal, mely egészen a fináléig gólt sem kapott. Az Üzbegisztán elleni hosszabbításig jutó negyeddöntőt két találattal Szon döntötte el. A házigazda ausztrálok elleni döntő 91. percében ugyancsak Szon volt eredményes és mentette hosszabbításra a mérkőzést. Végül 2–1-re az ausztrálok nyertek.

## Statisztikái

### Klubokban
2020. szeptember 20-án frissítve.
| Klub              | Szezon           | Liga              | Liga  | Liga | Kupa  | Kupa | Ligakupa | Ligakupa | Európa | Európa | Összesen | Összesen |
| Klub              | Szezon           | Bajnokság         | Mérk. | Gól  | Mérk. | Gól  | Mérk.    | Gól      | Mérk.  | Gól    | Mérk.    | Gól      |
| ----------------- | ---------------- | ----------------- | ----- | ---- | ----- | ---- | -------- | -------- | ------ | ------ | -------- | -------- |
| Hamburger SV II   | 2009–10          | Regionalliga Nord | 6     | 1    | —     | —    | —        | —        | —      | —      | 6        | 1        |
| Hamburger SV II   | Összesen         | Összesen          | 6     | 1    | —     | —    | —        | —        | —      | —      | 6        | 1        |
| Hamburger SV      | 2010–11          | Bundesliga        | 13    | 3    | 1     | 0    | —        | —        | —      | —      | 14       | 3        |
| Hamburger SV      | 2011–12          | Bundesliga        | 27    | 5    | 3     | 0    | —        | —        | —      | —      | 30       | 5        |
| Hamburger SV      | 2012–13          | Bundesliga        | 33    | 12   | 1     | 0    | —        | —        | —      | —      | 34       | 12       |
| Hamburger SV      | Összesen         | Összesen          | 73    | 20   | 5     | 0    | —        | —        | —      | —      | 78       | 20       |
| Bayer Leverkusen  | 2013–14          | Bundesliga        | 31    | 10   | 4     | 2    | —        | —        | 8      | 0      | 43       | 12       |
| Bayer Leverkusen  | 2014–15          | Bundesliga        | 30    | 11   | 2     | 1    | —        | —        | 10     | 5      | 42       | 17       |
| Bayer Leverkusen  | 2015–16          | Bundesliga        | 1     | 0    | 0     | 0    | —        | —        | 1      | 0      | 2        | 0        |
| Bayer Leverkusen  | Összesen         | Összesen          | 62    | 21   | 6     | 3    | —        | —        | 19     | 5      | 87       | 29       |
| Tottenham Hotspur | 2015–16          | Premier League    | 28    | 4    | 4     | 1    | 1        | 0        | 7      | 3      | 40       | 8        |
| Tottenham Hotspur | 2016–17          | Premier League    | 34    | 14   | 5     | 6    | 0        | 0        | 8      | 1      | 47       | 21       |
| Tottenham Hotspur | 2017–18          | Premier League    | 37    | 12   | 7     | 2    | 2        | 0        | 7      | 4      | 53       | 18       |
| Tottenham Hotspur | 2018–19          | Premier League    | 31    | 12   | 1     | 1    | 4        | 3        | 12     | 4      | 48       | 20       |
| Tottenham Hotspur | 2019–20          | Premier League    | 30    | 11   | 4     | 2    | 1        | 0        | 6      | 5      | 41       | 18       |
| Tottenham Hotspur | 2020–21          | Premier League    | 2     | 4    | 0     | 0    | 0        | 0        | 1      | 0      | 3        | 4        |
| Tottenham Hotspur | Összesen         | Összesen          | 161   | 57   | 21    | 12   | 8        | 3        | 41     | 17     | 231      | 89       |
| Karrier összesen  | Karrier összesen | Karrier összesen  | 302   | 99   | 32    | 15   | 8        | 3        | 60     | 22     | 402      | 139      |

1. ↑  Magában foglalja a Német kupa és az Angol kupa mérkőzéseket
2. ↑  Magában foglalja az Angol ligakupa mérkőzéseket
3. ↑  Magában foglalja a Bajnokok Ligája és az Európa-liga mérkőzéseket

### A válogatottban
2025. március 25-én frissítve.
| Nemzet           | Év               | Mérkőzés | Gól |
| ---------------- | ---------------- | -------- | --- |
| Dél-Korea U17    | 2008             | 10       | 4   |
| Dél-Korea U17    | 2009             | 8        | 3   |
| Dél-Korea U17    | Összesen         | 18       | 7   |
| Dél-Korea U23    | 2016             | 4        | 2   |
| Dél-Korea U23    | 2018             | 6        | 1   |
| Dél-Korea U23    | Összesen         | 10       | 3   |
| Dél-Korea        | 2010             | 1        | 0   |
| Dél-Korea        | 2011             | 7        | 1   |
| Dél-Korea        | 2012             | 3        | 0   |
| Dél-Korea        | 2013             | 11       | 4   |
| Dél-Korea        | 2014             | 12       | 2   |
| Dél-Korea        | 2015             | 12       | 9   |
| Dél-Korea        | 2016             | 6        | 1   |
| Dél-Korea        | 2017             | 9        | 3   |
| Dél-Korea        | 2018             | 13       | 3   |
| Dél-Korea        | 2019             | 13       | 3   |
| Dél-Korea        | 2020             | 2        | 0   |
| Dél-Korea        | 2021             | 7        | 4   |
| Dél-Korea        | 2022             | 12       | 5   |
| Dél-Korea        | 2023             | 8        | 6   |
| Dél-Korea        | 2024             | 15       | 10  |
| Dél-Korea        | 2025             | 2        | 0   |
| Dél-Korea        | Összesen         | 133      | 51  |
| Karrier összesen | Karrier összesen | 161      | 61  |

#### Góljai a válogatottban
| #   | Időpont             | Helyszín                                             | Ellenfél    | Gólok | Eredmény | Kiírás                                     |
| --- | ------------------- | ---------------------------------------------------- | ----------- | ----- | -------- | ------------------------------------------ |
| 1.  | 2011. január 18.    | Al Gharafa Stadion, Doha, Katar                      | India       | 4–1   | 4–1      | 2011-es Ázsia-kupa                         |
| 2.  | 2013. március 26.   | Sangam Stadion, Szöul, Dél-Korea                     | Katar       | 2–1   | 2–1      | 2014-es labdarúgó-világbajnokság-selejtező |
| 3.  | 2013. szeptember 6. | Incshon Futball Stadion, Incshon, Dél-Korea          | Haiti       | 1–0   | 4–1      | Barátságos mérkőzés                        |
| 4.  | 2013. szeptember 6. | Incshon Futball Stadion, Incshon, Dél-Korea          | Haiti       | 4–1   | 4–1      | Barátságos mérkőzés                        |
| 5.  | 2013. október 15.   | Cshonan Stadion, Cshonan, Dél-Korea                  | Mali        | 2–1   | 3–1      | Barátságos mérkőzés                        |
| 6.  | 2014. március 5.    | G. Karaiskakis Stadion, Pireusz, Görögország         | Görögország | 0–2   | 0–2      | Barátságos mérkőzés                        |
| 7.  | 2014. június 22.    | Estádio Beira-Rio, Porto Alegre, Brazília            | Algéria     | 1–3   | 2–4      | 2014-es labdarúgó-világbajnokság           |
| 8.  | 2015. január 22.    | Melbourne Rectangular Stadium, Melbourne, Ausztrália | Üzbegisztán | 1–0   | 2–0      | 2015-ös Ázsia-kupa                         |
| 9.  | 2015. január 22.    | Melbourne Rectangular Stadium, Melbourne, Ausztrália | Üzbegisztán | 2–0   | 2–0      | 2015-ös Ázsia-kupa                         |
| 10. | 2015. január 31.    | Stadium Australia, Sydney, Ausztrália                | Ausztrália  | 1–1   | 1–2      | 2015-ös Ázsia-kupa (döntő)                 |
| 11. | 2015. június 16.    | Thuwunna Stadium, Rangun, Mianmar                    | Mianmar     | 0–2   | 0–2      | 2018-as labdarúgó-világbajnokság-selejtező |
| 12. | 2015. szeptember 3. | Hvaszong Stadion, Hvaszong, Dél-Korea                | Laosz       | 2–0   | 8–0      | 2018-as labdarúgó-világbajnokság-selejtező |
| 13. | 2015. szeptember 3. | Hvaszong Stadion, Hvaszong, Dél-Korea                | Laosz       | 5–0   | 8–0      | 2018-as labdarúgó-világbajnokság-selejtező |
| 14. | 2015. szeptember 3. | Hvaszong Stadion, Hvaszong, Dél-Korea                | Laosz       | 7–0   | 8–0      | 2018-as labdarúgó-világbajnokság-selejtező |
| 15. | 2015. november 17.  | Laoszi Új Nemzeti Stadion, Vientián, Laosz           | Laosz       | 0–3   | 0–5      | 2018-as labdarúgó-világbajnokság-selejtező |
| 16. | 2015. november 17.  | Laoszi Új Nemzeti Stadion, Vientián, Laosz           | Laosz       | 0–5   | 0–5      | 2018-as labdarúgó-világbajnokság-selejtező |

## Sikerei, díjai

### Klubokban
Tottenham Hotspur
- UEFA-bajnokok ligája döntős: 2018–19
- Európa-liga győztes: 2024–25

### A válogatottban
Dél-Korea U17
- U16-os Ázsia-bajnokság döntős: 2008

Dél-Korea U23
- Ázsia-játékok: 2018

Dél-Korea
- Ázsia-kupa döntős: 2015

### Egyéni
- Puskás Ferenc-díj: 2020[15]
- Az év dél-koreai játékosa: 2013, 2014, 2017, 2019
- A legjobb ázsiai labdarúgó: 2014, 2015, 2017, 2018, 2019